# جوزيبي بينتو
جوزيبي بينتو (بالإيطالية: Giuseppe Pinto)‏ هو دبلوماسي إيطالي، ولد في 26 مايو 1952 في نوتشي في إيطاليا.